# Cytora lignaria
Cytora lignaria är en snäckart som först beskrevs av Ludwig Pfeiffer 1857.  Cytora lignaria ingår i släktet Cytora och familjen Pupinidae. Inga underarter finns listade i Catalogue of Life.